# Верхні Булдаки
Верхні Булдаки́ (рос. Верхние Булдаки) — присілок у складі Слободського району Кіровської області, Росія. Входить до складу Шиховського сільського поселення.
Населення становить 6 осіб (2010, 5 у 2002).
Національний склад станом на 2002 рік — росіяни 100 %.